# 유호 쿠오스마넨
유호 쿠오스마넨(핀란드어: Juho Kuosmanen, 1979년 9월 30일 ~ )은 핀란드의 영화 감독, 영화 각본가이다. 그가 연출한 영화 《올리 마키의 가장 행복한 날》(2016)은 2016년 칸 영화제 주목할 만한 시선 부문에 출품되어 당선되었다.